# DRB Tadjenanet
Difaa Riadhi Baladiat Tadjenanet (em árabe : الدفاع الرياضي لبلدية تاجنانت ), mais comumente conhecido como DRB Tadjenanet, é um clube de futebol sediado em Tadjenanet, na Argélia. 
O clube foi fundado em 1971 e suas cores são azuis e brancas.
O clube está jogando atualmente na Ligue 1 da Argélia, no estádio Lahoua Smaïl, com capacidade para cerca de 9.000 espectadores. 